# Obój

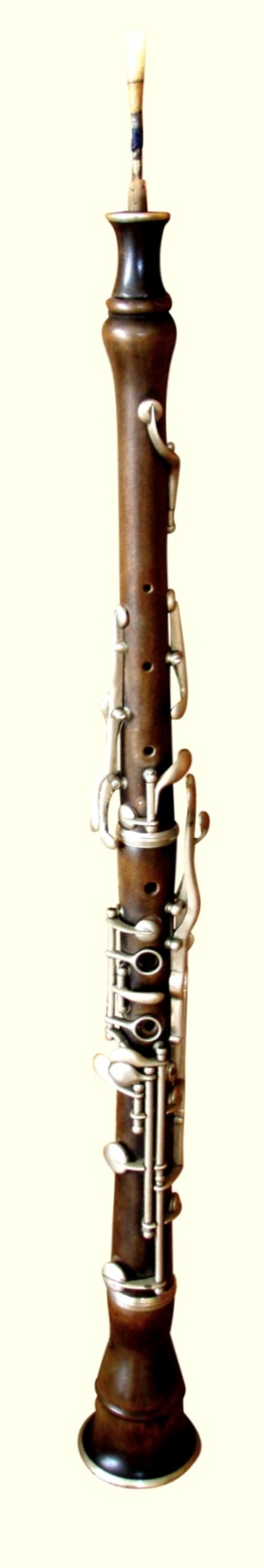
Obój wiedeński

Obój (wł. oboe, skrót: ob.) – Instrument dęty drewniany z grupy aerofonów dwustroikowych. Obój należy do grupy instrumentów z podwójnym trzcinowym stroikiem. Do tej samej rodziny należą także rożek angielski, fagot i kontrafagot. 
Powszechnie używana skala (zakres dźwięków muzycznych) instrumentu wynosi od b do g3, rzadziej do a3. Możliwe jest osiągnięcie dźwięków wyższych (do c4), wymaga to jednak dużych umiejętności od grającego. 
Instrument ten stanowi podłużna rura, lekko stożkowa, zakończona lejkowatym rozszerzeniem. Otwory nawiercone na długości instrumentu otwierane i zamykane są klapami. W instrument dmie się za pośrednictwem cienkiej, metalowej rurki (otoczonej korkiem, na którą nawija się podwójną trzcinkę) ze stosunkowo dużym ciśnieniem, a jednocześnie niewielką ilością powietrza. Stroik umieszczony u wylotu rurki, składa się z dwóch listków wykonanych z trzciny z gatunku Arundo donax – i złożonych ze sobą. Powietrze przepływając pomiędzy nimi wywołuje ich wibrację (drganie). Korpus instrumentu tradycyjnie wykonywany jest z drewna, najczęściej afrykańskiej dalbergii czarnodrzew (tzw. fałszywego hebanu, drewna grenadilla) lub z drewna cocobolo (pochodzącego np. z Dalbergia retusa), istnieją także egzemplarze wykonane z palisandru (Dalbergia nigra). Standardowa długość instrumentu wynosi ok. 65 cm. 
Obój charakteryzuje się melancholijnym, śpiewnym i dość przenikliwym brzmieniem, co predestynuje go do roli instrumentu solowego. Zwykle powierza mu się w orkiestrze partie kantylenowe. Świetnie sprawdza się także w muzyce filmowej.
Nazwa obój pochodzi z francuskiego hautbois oznaczającego „wysokie drewno”. Hautbois bierze swoją nazwę od wspomnianej trzciny, z której wykonuje się stroiki obojowe, najmniejsze wśród wszystkich stroików instrumentów dętych. Dlatego z całej długości trzciny do stroików obojowych wykorzystuje się tylko tę część, która jest najmniejsza a równocześnie najwyższa, stąd „wysokie drewno”. Niższe, więc i coraz grubsze części trzciny wykorzystuje się do stroików różka angielskiego, klarnetu, saksofonu, fagotu i kontrafagotu.
Współczesny obój został wynaleziony w XVII wieku, lecz miał swego poprzednika w instrumencie zwanym szałamają, znanym już w XII wieku. Pierwotne instrumenty, w których wibrator opierał się na tej samej zasadzie, co w oboju – znane były już w starożytnym Egipcie jako „trąbka trzcinowa”, instrument podobny do fujarki, lecz z wibratorem zbudowanym z dwóch listków rzecznej trzciny złożonych razem. Podobny instrument znany był także w starożytnym Rzymie i nazywany był tibia.
Obój, szczególnie popularny w okresie baroku, był ważnym instrumentem solowym, a także częścią kwartetu dętego i orkiestry kameralnej. Wraz z rozwojem orkiestry symfonicznej wszedł w jej stały skład, najczęściej zdwajany lub zwielokrotniany. Współcześnie można spotkać także oboistów grających jazz, dobrym przykładem jest francuski oboista Jean Luc Fillon czy Amerykanin Paul McCandless.
Najbardziej cenione instrumenty powstają we Francji, w małych manufakturach, m.in. François Lorée, Rigoulat, Strasser Marigaux.
Obój posiada kilka odmian:
- obój miłosny (oboe d’amore);
- rożek angielski (corno inglese);
- obój myśliwski (oboe da caccia).

Obój to także nazwa językowego (stroikowego) głosu organowego, którego barwa przypomina prawdziwy obój.

## Przykładowe utwory na obój
- Wolfgang Amadeus Mozart – Koncert na obój C-dur KV 314 1777
- Johann Sebastian Bach – Koncert na obój d-moll BWV 1059r 1739
- Robert Schumann – 3 Romanse na obój i fortepian Op. 94 1849
- George Frideric Handel – Sonata na obój F-dur HMV 363a. 1714
- Joseph Haydn – Koncert na obój i orkiestrę C-dur
- Alessandro Marcello – Koncert na obój d-moll
- Benjamin Britten – 6 Metamorphoses
- Witold Lutosławski – Epitafium
- Tomaso Albinoni – Koncert na obój d-moll
- Francis Poulenc – Sonata
- Camille Saint-Saëns – Sonata D-dur op. 166
- Antonio Vivaldi – Koncert C-dur, F-dur, a-moll i inne
- Georg Philipp Telemann – Koncert f-moll